# Hemileius luzonensis
Hemileius luzonensis är en kvalsterart som först beskrevs av Corpuz-Raros 1979.  Hemileius luzonensis ingår i släktet Hemileius och familjen Hemileiidae. Inga underarter finns listade i Catalogue of Life.